# Зангар (Павлодарський район)
Занга́р (каз. Заңғар) — село у складі Павлодарського району Павлодарської області Казахстану. Адміністративний центр Зангарського сільського округу.
Населення — 576 осіб (2021; 529 у 2009, 744 у 1999, 1092 у 1989).
Національний склад станом на 1989 рік:
- казахи — 64 %